# Norias de la Venta
Norias de la Venta är en ort i Mexiko.   Den ligger i kommunen Loreto och delstaten Zacatecas, i den centrala delen av landet, 400 km nordväst om huvudstaden Mexico City. Norias de la Venta ligger 2 022 meter över havet och antalet invånare är 235.
Terrängen runt Norias de la Venta är platt åt nordost, men åt sydväst är den kuperad. Runt Norias de la Venta är det ganska tätbefolkat, med 80 invånare per kvadratkilometer. Närmaste större samhälle är Loreto, 4,0 km öster om Norias de la Venta. Trakten runt Norias de la Venta består till största delen av jordbruksmark.